# Grody
Grody – tradycyjna czeska gra planszowa przeznaczona dla dwóch osób.
Rozgrywana jest na planszy podzielonej na rzędy i kolumny (19x19) przy pomocy szesnastu pionów (8 białych i 8 czarnych). Pola planszy dzielą się na dwa rodzaje – wśród zwykłych, nieoznaczonych, pól znajdują się specjalnie oznaczone pola, które stanowią mury dwu leżących naprzeciw siebie grodów. Na nich w rozstawieniu początkowym ustawione są piony obydwu graczy. Ponadto specjalnymi polami są także tak zwane rynki grodów.

## Reguły
Gracze wykonują ruchy na przemian, zaczyna grający pionami białymi. Ruch polega na przesunięciu piona o dowolną liczbę wolnych pól planszy w dowolną stronę poziomo lub pionowo (nigdy na ukos) w strefie, w której znajduje się pion w chwili rozpoczęcia ruchu (na murze albo poza nim).
Wejście lub zejście z muru dokonuje się w wyniku przesunięcia piona tylko o jedno pole (w związku z tym można wejść na mur tylko z pola z nim sąsiadującego). W tej samej kolejce nie można wykonać już innego ruchu.
Bicie pionów polega na zajęciu pola, na którym stoi pion przeciwnika. Celem gry jest zdobycie rynku grodu przeciwnika, to jest umieszczenie na nim swojego piona, lub zbicie wszystkich pionów przeciwnika.

## Warianty gry
Gra jest czasem zmieniana, przy zachowaniu wszystkich zasad, przez zwiększenie liczby pionów.